# Рудіано
Рудіано (італ. Rudiano) — муніципалітет в Італії, у регіоні Ломбардія, провінція Брешія.
Рудіано розташоване на відстані близько 450 км на північний захід від Рима, 55 км на схід від Мілана, 28 км на захід від Брешії.
Населення — 5822 особи (2014).

## Демографія
Населення за роками:

Станом на 1 січня 2023 року в муніципалітеті офіційно проживали 892 іноземці з 33 країн, серед них 116 громадян країн Євросоюзу та 20 громадян України.

## Уродженці
- Джанп'єтро Маркетті (*1948) — відомий у минулому італійський футболіст, захисник, півзахисник, згодом — спортивний функціонер.

## Сусідні муніципалітети
- Кальчо
- К'ярі
- Пумененго
- Роккафранка
- Ураго-д'Ольйо